# Pessac
Pessac er en stor fransk provinsby. Den er beliggende i departementet Gironde.